# Franz-von-Wieser-Medaille
Die Franz-von-Wieser-Medaille wird vom Verein Tiroler Landesmuseum Ferdinandeum vergeben. Mit dieser Medaille werden Persönlichkeiten ausgezeichnet, die sich um Kunst und Wissenschaft, insbesondere um die Erforschung Tirols, besonders verdient gemacht haben. Die Auszeichnung erinnert an den österreichischen Geographen Franz von Wieser (1848–1923), langjähriger Vorstand des Museums, und wird seit 1930 verliehen.

## Preisträger
- 1931: Franz Stumpf
- 1933: Otto Ampferer, Hans Gamper, Wilhelm Hammer, Franz Innerebner, Oswald Redlich, Anton Winkler
- 1934: Georg Baron Eyrl, Raimund von Klebelsberg, Albrecht Penck
- 1936: Sighard Graf Enzenberg
- 1945: Emil Reh
- 1947: Alois Wörndle
- 1948: Heinrich Schuler, Kunibert Zimmeter
- 1951: Karl Toldt
- 1956: Hermann Wopfner
- 1959: Josef Ringler, Oswald Trapp
- 1961: Karl Theodor Hoeniger, Karl Maria Mayr
- 1962: Franz Huter
- 1964: Hans Hochenegg
- 1970: Leonhard Franz
- 1973: Karl Finsterwalder, Franz Fliri, Hans Kinzl, Hermann Wiesflecker, Karl Wolfsgruber
- 1974: Helmut Gams
- 1976: Karl Burmann
- 1977: Georg Mutschlechner
- 1979: Walter Senn
- 1980: Erich Egg
- 1988: Hans Bachmann, Nikolaus Grass, Hans Kramer, Adolf Leidlmair, Iginio Rogger
- 1998: Johannes Neuhardt, Adolf Polatschek
- 2003: Rainer Loose
- 2008: Manfred Schneider
- 2013: Alois Kofler
- 2014: Ernst Heiss
- 2020: Josef Riedmann
- 2021: Gernot Patzelt
- 2022: Gert Ammann